# Розлин (Південна Дакота)
Розлин (англ. Roslyn) — місто (англ. town) в США, в окрузі Дей штату Південна Дакота. Населення — 181 особа (2020).

## Географія
Розлин розташований за координатами 45°29′47″ пн. ш. 97°29′36″ зх. д. / 45.49639° пн. ш. 97.49333° зх. д. (45.496524, -97.493204).  За даними Бюро перепису населення США в 2010 році місто мало площу 0,51 км², уся площа — суходіл.

## Демографія
Згідно з переписом 2010 року, у місті мешкали 183 особи в 77 домогосподарствах у складі 42 родин. Густота населення становила 359 осіб/км².  Було 105 помешкань (206/км²).
Расовий склад населення:
| - 97,8 % — білих - 1,1 % — корінних американців |

До двох чи більше рас належало 1,1 %. Частка іспаномовних становила 0,0 % від усіх жителів.
За віковим діапазоном населення розподілялося таким чином: 16,9 % — особи молодші 18 років, 41,6 % — особи у віці 18—64 років, 41,5 % — особи у віці 65 років та старші. Медіана віку мешканця становила 59,8 року. На 100 осіб жіночої статі у місті припадало 88,7 чоловіків;  на 100 жінок у віці від 18 років та старших — 81,0 чоловіків також старших 18 років.
Середній дохід на одне домашнє господарство  становив 33 887 доларів США (медіана — 26 042), а середній дохід на одну сім'ю — 44 663 долари (медіана — 44 375). За межею бідності перебувало 12,4 % осіб, у тому числі 7,1 % дітей у віці до 18 років та 15,7 % осіб у віці 65 років та старших.
Цивільне працевлаштоване населення становило 71 особа. Основні галузі зайнятості: освіта, охорона здоров'я та соціальна допомога — 23,9 %, виробництво — 18,3 %, роздрібна торгівля — 14,1 %, мистецтво, розваги та відпочинок — 12,7 %.